# 세누 쿨리발리
세누 쿨리발리(프랑스어: Senou Coulibaly, 1994년 9월 4일 ~ )는 오모니아에서 수비수로 뛰고 있는 말리의 프로 축구 선수이다. 프랑스에서 태어난 그는 말리 국가대표팀에서 뛰고 있다.

## 구단 경력
쿨리발리는 세르지퐁투아즈 FC의 유소년 선수로, 2017년 FC 망투아에 입단하였다.
2018년 6월 13일, 쿨리발리는 프랑스 4부 리그의 망투아에서 리그 1의 디종 FCO에 입단했다. 2018년 8월 11일, 그는 2-1로 이긴 몽펠리에 HSC와의 리그 1 경기에서 디종의 프로 데뷔 전을 치렀고, 연장전에서 결승골을 기록했다.

## 국가대표팀 경력
프랑스에서 태어난 쿨리발리는 말리 태생이다. 그는 2021년 6월 11일 콩고 민주 공화국과의 친선 경기에서 말리 국가대표팀에 데뷔했다.